# بولياناس
بلدية بُليانة أو بولياناس (بالإسبانية: Pulianas) هي بلدية تقع في مقاطعة غرناطة التابعة لمنطقة أندلوسيا جنوب إسبانيا.

## الديموغرافيا
بلغ عدد سكان بلدية بُليانة 5.143 نسمة عام 2011 (وفقاً للمعهد الوطني الإسباني للإحصاء).
| 3.335 | 3.835 | 4.276 | 4.842 | 4.954 | 5.140 | 5.143 |